# JR貨物W18D形コンテナ
JR貨物W18D形コンテナ（JRかもつW18Dがたコンテナ）は、日本貨物鉄道（JR貨物）が保有する12ftコンテナである。2001年（平成13年）から、18D形コンテナを改造され作成されている。

## 構造
- 両側扉二方開きで、元の18D形と寸法は同一。静脈物流専用で、輸送品の悪臭が静脈物流以外の輸送品に着かないように、用途を専用化された。外観では、黄色地に黒字で『環』とかかれたステッカーが貼られた以外は変化がない。
- 型式番号の頭に単純に『W』の文字を書き加えたのみであるため、番号は18D形時代の元番号のままであり改番した順と一致しない。

## 現状
W18F形登場後も静脈輸送の主力コンテナとして使用されていたが、2010年（平成22年）以降、W19D形への置き換えが進み、2013年（平成25年）1月に全廃された。